# Лейлані Ліен
Лейлані Ліен (англ. Leilani Leeane; нар. 1 жовтня 1992, Ланкастер, Каліфорнія, США) — американська порноакторка.

## Нагороди та номінації
| Рік  | Церемонія                 | Результат | Нагорода                                                            | Робота                   | Співномінанти/-переможці   |
| ---- | ------------------------- | --------- | ------------------------------------------------------------------- | ------------------------ | -------------------------- |
| 2012 | NightMoves Award          | Номінація | Best New Starlet                                                    | Н/Д                      | Н/Д                        |
| 2012 | Urban X Award             | Перемога  | Rising Star Female                                                  | Н/Д                      | Н/Д                        |
| 2012 | Urban X Award             | Номінація | Best 3 Way Sex Scene                                                | Revenge of the Petites   | Райлі Рід, Ешлі Джейн      |
| 2012 | Urban X Award             | Номінація | Best 3 Way Sex Scene                                                | Black Anal Addiction     | Меган Вон, Майк Адріано    |
| 2012 | Urban X Award             | Номінація | Best Anal Sex Scene                                                 | Black Anal Addiction     | Скін Даймонд, Майк Адріано |
| 2012 | Urban X Award             | Номінація | Best Couple Sex Scene                                               | Racially Motivated 3     | Ерік Евергард              |
| 2013 | AVN Award                 | Номінація | Best All-Girl Group Sex Scene                                       | Revenge of the Petites   | Ешлі Джейн, Райлі Рід      |
| 2013 | AVN Award                 | Номінація | Найкраща нова старлетка                                             | Н/Д                      | Н/Д                        |
| 2013 | AVN Award                 | Номінація | Best POV Sex Scene                                                  | POV Junkie 5             | Вінс Воєр                  |
| 2013 | XCritic Fans Choice Award | Номінація | Best New Starlet                                                    | Н/Д                      | Н/Д                        |
| 2014 | AVN Award                 | Номінація | Best All-Girl Group Sex Scene (with Lia Lor & Lea Lexis)            | Belladonna: No Warning 8 | Н/Д                        |
| 2014 | AVN Award                 | Номінація | Best Three-Way Sex Scene – G/G/B (with Misty Stone & Marcus London) | $ex                      | Н/Д                        |